# SNCF BB 47000
Az SNCF BB 47000 "Prima" sorozat egy 6000 kW teljesítményű villamosmozdony, amelyet az Alstom gyártott. Ez a mozdony az SNCF BB 27000 sorozat négyáramnemű változata. Csak egy mozdony készült el, a 47001-es számmal, amelyet a Fret SNCF tesztelt további megrendelések céljából. 2006-ban világossá vált, hogy az SNCF már nem rendeli meg ezt a változatot, és a mozdony az Alstomhoz került, mint állandó próbamozdony a különböző Alstom-technológiák tesztelésére. 2009-ben a mozdonyból minden műszaki alkatrészt eltávolítottak. A mozdony forgóvázait a Prima II prototípus használta fel újra. A mozdonyt jelenleg az Alstom belforti üzemén kívül tárolják.